# Kisufim
Kisufim (hebrejsky כִּסּוּפִים, doslova „Toužení“, v oficiálním přepisu do angličtiny Kissufim) je vesnice typu kibuc v Izraeli, v Jižním distriktu, v Oblastní radě Eškol.

## Geografie
Leží v nadmořské výšce 88 metrů na severozápadním okraji pouště Negev; v oblasti která byla od 2. poloviny 20. století intenzivně zúrodňována a zavlažována a ztratila charakter pouštní krajiny. Jde o zemědělsky obdělávaný pás přiléhající k pásmu Gazy a navazující na pobřežní nížinu.
Obec se nachází 8 kilometrů od břehu Středozemního moře, cca 85 kilometrů jihojihozápadně od centra Tel Avivu, cca 90 kilometrů jihozápadně od historického jádra Jeruzalému a 40 kilometrů severozápadně od města Beerševa. Kisufim obývají Židé, přičemž osídlení v tomto regionu je etnicky převážně židovské. 2 kilometry západním směrem ale začíná pásmo Gazy s početnou arabskou (palestinskou) populací.
Kisufim je na dopravní síť napojen pomocí lokální silnice 242.

## Dějiny
Kibuc byl založen v roce 1951 členy Sionistického hnutí mládeže ze Spojených států a ze zemí jižní Ameriky (konkrétně z Argentiny, Chile a Brazílie). Ti po příchodu do Izraele prošli výcvikem v kibucu Na'an, kde se imigranti z jednotlivých zemí dali dohromady a pak se rozhodli společně založit vlastní osadu.
Během Suezské krize v roce 1956 byl Kisufim, Kfar Aza, Nachal Oz a Ejn ha-Šloša ostřelován egyptskými 120mm minomety. Během útoku dopadlo na oblast asi 40 bomb. Nikdo nebyl zraněn a útok si v kibucu vyžádal zničenou budovu. Už předtím tu docházelo k přeshraničním incidentům. 18. května 1955 napadla izraelská armáda pozice egyptských jednotek v prostoru poblíž Kisufim. Věc musela urovnávat OSN.

## Ekonomika
Výměra polností patřících k vesnici dosahuje cca 10 000 dunamů (10 kilometrů čtverečních). Místní ekonomika je založena na zemědělství, třetina obyvatel za prací dojíždí mimo obec. K roku 2005 žilo v kibucu 220 obyvatel, z čehož 90 z nich bylo přímo členy kibucu coby ekonomické jednotky. Obec se specializuje na produkci mléka, chov drůbeže, pěstování citrusů a avokád. Zdrojem příjmů je i pronajímání pozemků Izraelským obranným silám. V jednu dobu zde byla také továrna vyrábějící plastové obruby sklenic. Zdejší chov drůbeže byl vážně postižen v březnu 2006 v důsledku potvrzení výskytu ptačí chřipky v kibucu Ejn ha-Šloša. V důsledku vypuknutí této choroby uvalil ministr zemědělství Ze'ev Boim přísná opatření jak na kibuc Ejn ha-Šloša, tak na kibuc Kisufim a kibucy Nirim a Cholit. Součástí bezpečnostních opatření bylo vybití stovek tisíc kusů drůbeže ve zmíněných vesnicích.
Rozvíjí se tu i turistický ruch (ubytování). V obci fungují zařízení předškolní péče o děti. Dále je tu k dispozici zdravotní středisko, plavecký bazén, sportovní areály a obchod se smíšeným zbožím. V kibucu se nachází archeologické muzeum, ve kterém je expozice artefaktů, jež byly nalezeny v okolí.
Vesnice plánuje stavební expanzi. Má sestávat ze 138 nových stavebních parcel pro soukromé uchazeče o výstavbu rodinného domu. V první fázi se zde nabízí k prodeji 40 pozemků.

## Hraniční přechod Kisufim
Nedaleký hraniční přechod do Pásma Gazy, pojmenovaný po kibucu, byl hlavní dopravní trasou do izraelského bloku osad Guš Katif v Pásmu Gazy. V rámci izraelského plánu jednostranného stažení byla tato silnice 15. srpna 2005 permanentně uzavřena pro občany Izraele. Poslední izraelský voják opustil Pásmo Gazy a uzavřel bránu přechodu 12. září 2005, čímž bylo izraelské stahování z Gazy ukončeno.

## Slavní obyvatelé
- Dror Šaul – filmař

## Demografie
Obyvatelstvo kibucu je sekulární. Podle údajů z roku 2014 tvořili naprostou většinu obyvatel v Kisufim Židé (včetně statistické kategorie "ostatní", která zahrnuje nearabské obyvatele židovského původu ale bez formální příslušnosti k židovskému náboženství).
Jde o menší obec vesnického typu s dlouhodobě kolísající populací. K 31. prosinci 2014 zde žilo 233 lidí. Během roku 2014 populace stoupla o 15,9 %.
| Rok            | 1961 | 1972 | 1983 | 1995 | 2001 | 2003 | 2004 | 2005 | 2006 | 2007 | 2008 | 2009 | 2010 | 2011 | 2012 | 2013 | 2014 |
| -------------- | ---- | ---- | ---- | ---- | ---- | ---- | ---- | ---- | ---- | ---- | ---- | ---- | ---- | ---- | ---- | ---- | ---- |
| Počet obyvatel | 209  | 268  | 328  | 226  | 176  | 187  | 170  | 168  | 163  | 160  | 161  | 176  | 177  | 190  | 192  | 201  | 233  |